# Минуле завжди з нами
«Минуле завжди з нами» («წარსული მუდამ ჩვენთანაა») — радянський художній фільм 1989 року, знятий режисером Караманом Мгеладзе на кіностудії «Грузія-фільм».

## Сюжет
Історія грузинського абітурієнта ВДІКу, змушеного приховувати історію батька, репресованого 1937-го.

## У ролях
- Леван Панчулідзе — Савле
- Ладо Чакветадзе — Савле в дитинстві
- Георгій Тавадзе — Резо, студент
- Іраклій Апакідзе — Сулхан, віолончеліст
- Ірина Жгенті — Етері
- Ія Парулава — Маріана
- Леван Кітія — Гія
- Паркер Чавес Хав'єр Едуардо — Антоніо, студент-іспанець
- Борис Бачурін — Валентин, лейтенант міліції
- Тія Чкуаселі — Іра Глонті
- Іраклій Мкервалішвілі — Болок
- Олександр Медзмаріашвілі — Моргунов
- Руслан Мікаберідзе — декан ВДІКу
- Нані Чіквінідзе — мати Савле
- Вано Тархан-Моураві — батько Савле
- Олександр Басов — Лев Вайншток, студент ВДІКу
- Георгій Бартая — Медзмаріашвілі, студент
- Зураб Саканделідзе — Меліава
- Михайло Вашадзе — робітник на цвинтарі
- Валерій Носик — відвідувач лазні
- Тамара Бєлоусова-Шотадзе — епізод
- Т. Ракітіна — епізод
- Бека Кавтарадзе — епізод
- М. Шелегія — епізод
- Медея Бібілейшвілі — епізод
- Борис Казинець — епізод
- Волемир Грузець — епізод
- Сергій Столяров — постовий біля китайського посольства
- Олена Сміраніна — епізод
- Євгенія Рогацька — епізод
- Л. Матюхова — епізод
- М. Адеїшвілі — епізод
- Михайло Іоффе — член приймальної комісії
- В'ячеслав Захаров — епізод
- Р. Пахлеванян — епізод
- Джаба Шаматава — епізод
- Л. Гаврилов — епізод
- Ігор Злобін — епізод
- Аркадій Левін — епізод
- Микола Свентицький — епізод
- Сулхан Цинцадзе — епізод
- Етері Гугушвілі — епізод
- Т. Ратіані — епізод
- Володимир Чітішвілі — чоловік на базарі
- Резо Чхеїдзе — друг Савле на кладовищі

## Знімальна група
- Режисер — Караман Мгеладзе
- Сценарист — Караман Мгеладзе
- Оператор — Гіві Рачвелішвілі
- Композитор — Нугзар Вацадзе
- Художники — Вахтанг Габунія, Василь Арабідзе